# Інститут наук та промисловості життя та навколишнього середовища
Інститут наук та промисловості життя та навколишнього середовища (фр. Institut des sciences et industries du vivant et de l'environnement; AgroParisTech), є французькою Великою школою, яка випускає інженерів і є підрозділом Університету Парі-Сакле.
У 1826 році король Карл X купив Шато де Гріньйон, його парк і землю, щоб заснувати Королівський агрономічний інститут Гріньйон, який потім став Національною школою агрономії Гріньйон. У 1971 році він об’єднався з Національним агрономічним інститутом (створеним у 1848 році) і став Національним агрономічним інститутом Париж-Гріньйон (INA-PG).

## Знамениті випускники
- Наталі Косцюшко-Морізе, французький політичний діяч